# Thiệu Thành
Thiệu Thành là một xã thuộc huyện Thiệu Hóa, tỉnh Thanh Hóa, Việt Nam.

## Địa lý
Xã Thiệu Thành nằm ở phía tây bắc huyện Thiệu Hóa, có vị trí địa lý:
- Phía đông giáp xã Thiệu Công
- Phía tây giáp xã Thiệu Vũ
- Phía nam giáp xã Thiệu Công và xã Thiệu Tiến
- Phía bắc giáp huyện Yên Định.

Xã Thiệu Thành có diện tích 5,52 km², dân số năm 2022 là  người, mật độ dân số đạt 1.092 người/km².

## Hành chính
Xã Thiệu Thành được chia thành 8 thôn: Thành Bảo, Thành Đông, Thành Đức, Thành Giang, Thành Sơn, Thành Tiến, Thành Thiện, Thành Thượng.

## Lịch sử
Vùng đất thuộc xã Thiệu Thành ngày nay, vào đầu thế kỉ 19 là các thôn thuộc tổng Phù Chẩn, huyện Thụy Nguyên, phủ Thiệu Thiên: Thành Thiện (đầu thế kỉ 19 là thôn Lộng Giang thuộc xã Hưng Tổ, tổng Phù Chẩn, đầu thế kỉ 20 đổi thành Thành Thiện. Thôn này từng có thời gian phiêu bạt nơi khác), Thành Bảo, Thành Đức, Thành Tiến (ba làng này vào đầu thế kỉ 19 là thôn Biểu Đức, tên nôm là làng Bèo), Thành Sơn (tên nôm là làng Mấu, trước đây là Mậu Sơn), Thành Đông (trước đây là Nhồi Đông rồi Đoài Đông), Thành Thượng (trước đây là Nhồi Thượng rồi Đoài Thượng), Thành Giang (tên nôm là làng Lòng).
Cuối năm 1945, huyện Thụy Nguyên đổi thành huyện Thiệu Hóa.
Năm 1977, xã Thiệu Thành cùng với các xã phía bắc sông Chu của huyện Thiệu Hóa sáp nhập với huyện Yên Định thành huyện Thiệu Yên.
Năm 1996, xã Thiệu Thành thuộc huyện Thiệu Hóa mới tái lập.